# 布萊克·愛德華
布萊克·愛德華（Blake Edwards，1922年7月26日—2010年12月15日），原名威廉·布萊克·克伦普（William Blake Crump），生於奧克拉荷馬州圖爾薩，為美國著名導演、劇作家、製片。最著名的作品有《第凡內早餐》、《相見時難別亦難》（Days of Wine and Roses）、卡通《頑皮豹》（Pink Panther）。

## 生平
1963年，拍攝卡通電影《頑皮豹》。
2004年，獲得奧斯卡終身成就獎。
2010年，因肺炎併發症，病逝於加州聖莫尼卡，享年88歲。

## 家庭
1969年，與茱莉·安德絲結婚，兩人收養了兩個女兒。

## 作品
- 1959年 《粉紅色潛艇》
- 1961年 《第凡內早餐》
- 1962年 《相見時難別亦難》
  - 提名金球獎最佳導演
- 1966年 《異想天開大逃亡》
- 1982年 《雌雄莫辨》
  - 提名奧斯卡最佳改編劇本獎
- 1983年 《粉紅豹之探長的詛咒》